# ولایت خودمختار ونشان ژوانگ و میائو
ولایت خودمختار ونشان ژوانگ و میائو (به انگلیسی: Wenshan Zhuang and Miao Autonomous Prefecture) یک ولایت خودمختار در چین است که در یون‌نان واقع شده‌است. ولایت خودمختار ونشان ژوانگ و میائو ۳۲٬۲۳۹ کیلومتر مربع مساحت و ۳٬۷۰۰٬۰۰۰ نفر جمعیت دارد و ۱٬۲۶۳ متر بالاتر از سطح دریا واقع شده‌است.